# Gyarmat
Gyarmat is een plaats (község) en gemeente in het Hongaarse comitaat Győr-Moson-Sopron. Gyarmat telt 1290 inwoners (2001).